# Cynorta zilchi
Cynorta zilchi is een hooiwagen uit de familie Cosmetidae.